# Raphael Van der Waeren
Raphael Van der Waeren fue un deportista belga que compitió en remo como timonel. Ganó cuatro medallas en el Campeonato Europeo de Remo entre los años 1906 y 1909.

## Palmarés internacional
| Campeonato Europeo | Campeonato Europeo        | Campeonato Europeo | Campeonato Europeo |
| Año                | Lugar                     | Medalla            | Prueba             |
| ------------------ | ------------------------- | ------------------ | ------------------ |
| 1906               | Pallanza (Italia)         | Medalla de oro     | Ocho con timonel   |
| 1907               | Estrasburgo (Francia)     | Medalla de oro     | Ocho con timonel   |
| 1908               | Lucerna (Suiza)           | Medalla de oro     | Ocho con timonel   |
| 1909               | Juvisy-sur-Orge (Francia) | Medalla de plata   | Cuatro con timonel |